# Smack That
"Smack That" é uma canção do cantor de hip hop senegalês Akon com participação do rapper estadunidense Eminem. É a terceira faixa e primeiro single do álbum de estúdio Konvicted, sendo lançado como single em 25 de setembro de 2006.
O single estreou no número #95 da Billboard Hot 100, marcando um recorde em sua segunda semana, saltando 88 posições para o número #7, mais tarde chegando a posição #2 nos Estados Unidos, um recorde esse que foi depois quebrado por "Beautiful Liar", de Beyoncé & Shakira, que avançou 91 posições, e posteriormente por "Makes Me Wonder" do Maroon 5, que subiu 98 posições). Também alcançou a #1 posição nas paradas da Austrália. A canção entrou na parada oficial do Reino Unido na posição #12, baseando-se apenas nos downloads e a posição #1 na semana seguinte com vendas físicas.
A canção também atingiu a #69 posição na MTV asiática no "Top 100 Hits" de 2007, apesar de ter sido lançado em 2006.

## Faixas
| N.º | Título                               | Duração |  |
| 1.  | "Smack That" (Feat. Eminem)          | 3:37    |  |
| 2.  | "Miss Melody" (Feat. Miri Ben-Ari)   | 5:44    |  |
| 3.  | "Senegal"                            | 2:51    |  |
| 4.  | "Smack That" (Video, apenas nos EUA) | 3:32    |  |

## Paradas e posições
| Paradas (2006)                               | Melhor posição |
| -------------------------------------------- | -------------- |
| Austrália - ARIA Chart                       | 2              |
| Áustria - Ö3 Austria Top 40                  | 9              |
| Bélgica - Ultratop 50 (Flanders)             | 3              |
| Bélgica - Ultratop 40 (Valônia)              | 4              |
| Chéquia - IFPI Česká Republika               | 3              |
| Dinamarca - Tracklisten                      | 3              |
| União Europeia - Billboard European Hot 100  | 1              |
| Finlândia - Mitä hittiä                      | 1              |
| França - SNEP                                | 4              |
| Alemanha - Media Control Charts              | 5              |
| Hungria - Radios Top 40                      | 2              |
| Hungria - Dance Top 40                       | 4              |
| Hungria - Single Top 10                      | 9              |
| Irlanda - IRMA                               | 3              |
| Itália - FIMI                                | 17             |
| Países Baixos - Single Top 100               | 10             |
| Nova Zelândia - RIANZ                        | 1              |
| Noruega - VG-lista                           | 1              |
| Eslovênia - IFPI                             | 13             |
| Suécia - Sverigetopplistan                   | 3              |
| Suíça - Swiss Singles Chart                  | 3              |
| Reino Unido - UK Singles Chart               | 1              |
| Estados Unidos - Billboard Hot 100           | 2              |
| Estados Unidos - Billboard R&B/Hip-Hop Songs | 34             |
| Estados Unidos - Billboard Pop Songs         | 4              |
| Estados Unidos - Latin Songs                 | 44             |